# Трансактивная память
Трансактивная память (англ. Transactive memory) — объединенная память двух и более человек. 
Автором термина является американский психолог Дениэл Вегнер. Согласно его теории, групповая память более эффективна, чем память каждого из членов этой группы в отдельности, в соответствии с принципом синергии. Трансактивная память позволяет людям хранить и использовать общие знания. Вегнер утверждал, что система такой памяти состоит из знаний, накопленных каждым отдельно взятым членом группы, и памяти о том, за какую именно информацию отвечает каждый человек.

## История
Теория трансактивной памяти была предложена Дэниелом Вегнером в 1985 году. Она стала ответом на  теорию группового мышления Ирвинга Джейниса. Суть теории Вегнера заключается в том, что два человека, которые проводят много времени вместе, живут в одном доме или работают в одном офисе создают общее хранилище знаний, благодаря которому членам группы не обязательно запоминать всю информацию — достаточно спросить другого члена группы. Например, муж помнит, где лежат ключи, а жена — где документы. Таким образом, каждый из членов семьи отвечает за свою часть знаний. Изначально психолог проводил исследования среди небольших групп, объединенных близкими отношениями: членов одной семьи и романтических партнеров. Позднее он начал вести наблюдения за сотрудниками различных компаний и организаций, чтобы выяснить, как именно они развивают «групповое сознание» — потенциально более сложную, но при этом и потенциально более эффективную систему, чем память отдельных индивидов.

## Формирование трансактивной памяти
Вегнер выделил три стадии становления трансактивной памяти: накопление, хранение и извлечение.
- Накопление — важный процесс в формировании трансактивной памяти. В процессе общения члены группы получают представление о том, какими знаниями обладает каждый из них, приписывают друг другу определенную специализацию.
- Хранение. После того, как эксперты в различных отраслях определены, члены группы будут приписывать информацию конкретному человеку в зависимости от его специализации.
- Извлечение. На этом этапе используются ресурсы трансактивной памяти, чтобы идентифицировать члена группы, который обладает нужными знаниями, и получить от него необходимую информацию.

## Исследования
В 1998 году были опубликованы результаты исследования Андреа Холлингсхед, согласно которым романтические партнеры гораздо эффективнее используют трансактивную память, чем незнакомцы. Это связано с тем, что люди, связанные романтическими отношениями, гораздо лучше осведомлены о том, какой информацией владеет каждый из них. К похожим выводам в 2016 году пришла группа ученых, в которую вошли Николь Ианноне, Меган Маккарти и Дженис Келли. Они выяснили, что степень эффективности трансактивной памяти зависит от того, насколько тесные отношения установлены между членами группы. Иными словами, близкие друзья больше доверяют друг другу, в частности, если речь идет о «совместном» хранении информации.

## Влияние Интернета
Стремительное развитие технологий, распространение мобильных устройств и популярность Интернета привели к тому, что люди стали иначе воспринимать и запоминать информацию. В статье «Как Интернет меняет наш мозг» Дэниел Вегнер и Адриан Уорд утверждают, что современный человек воспринимает Интернет в качестве своего партнера по трансактивной памяти, ведь с помощью поисковика можно получить практически любую информацию за считанные секунды. Ученым удалось доказать, что Интернет фактически заменяет человеку друга или члена семьи при запоминании повседневной информации. 
Из журнала «В мире науки»: 

По  мере того, как мы перекладываем на компьютер ответственность за многие виды информации, мы можем заменять наших потенциальных партнеров по хранению трансактивной памяти  — друзей, членов семьи и других людей  на  постоянное подключение к  компьютерной сети, которая, кажется, знает все.
Также авторы статьи отмечают, что постоянный доступ к Сети изменяет самосознание: границы между личными воспоминаниями человека и информацией из Интернета становятся гораздо менее четкими. Исследования показали, что люди, которых лишили возможности пользоваться поисковой системой, отвечают неуверенно даже на простые вопросы. При этом те, у кого есть доступ к Интернету, чувствует себя умнее и увереннее. Таким образом, у людей возникает иллюзия того, что положительные результаты тестирования  — заслуга их собственных способностей, а не Интернета. 

По-видимому, использование Google дает людям ощущение, что Интернет стал частью их собственных когнитивных способностей.